# Kaubi (Saaremaa)
Koordinaten: 58° 26′ N, 22° 32′ O
Kaubi ist ein Dorf (estnisch küla) auf der größten estnischen Insel Saaremaa. Es gehört zur Landgemeinde Saaremaa (bis 2017: Landgemeinde Lääne-Saare) im Kreis Saare.
Das Dorf hat 61 Einwohner (Stand 1. Januar 2016). Seine Fläche beträgt 10,49 km².